# مدهوبانی
مدهوبانی (به انگلیسی: Madhubani) یک منطقهٔ مسکونی در هند است که در بخش مدهوبانی واقع شده‌است. مدهوبانی ۷۵٬۷۳۶ نفر جمعیت دارد و ۵۶ متر بالاتر از سطح دریا واقع شده‌است.